# Charles Hanbury Williams
 Charles Hanbury Williams (ur. 8 grudnia 1708 w Londynie, zm. 2 listopada 1759 tamże) – brytyjski dyplomata i satyryk, syn Johna Hanbury, walijskiego stalownika, po przejęciu rodzinnej posiadłości przyjął nazwisko Williams.
W 1734 wszedł do parlamentu Wielkiej Brytanii, jako reprezentant Monmouthshire. Był zwolennikiem ówczesnego premiera, Roberta Walpole’a, i utrzymał miejsce w parlamencie do 1747. Sir Charles uzyskał w 1754 miejsce w parlamencie z Leominster, które posiadał już do śmierci.

## Życiorys

### Pobyt w Polsce
Od 1747 do 1750 był ambasadorem brytyjskim w Dreźnie, a do 1755 w Polsce. W 1748 był obecny na sejmie w Polsce, by nabrać wiedzy o tamtejszych stosunkach politycznych. Poznał tam Czartoryskich (August Aleksander Czartoryski), Poniatowskich, a także Jerzego Augusta Mniszcha i marszałka nadwornego koronnego hetmana Branickiego, u którego przebywał w Białymstoku, gdzie przed sesjami sejmu zatrzymywało się wielu obcych dyplomatów. W 1752, prócz Williamsa, przebywał tam również poseł ambasador Francji Charles François de Broglie.
Williams popierał  plany Czartoryskich i angażował się w polskie życie sejmowe. Przyczynił się do zacieśnienia stosunków Familii z Londynem. Poparł Familię w tzw. sprawie Ostrogskiej, gdy ta weszła w ostry konflikt z dworem królewskim.

### Ambasador w Rosji
Gdy przyszły król Polski Stanisław Poniatowski przebywał na leczeniu w Berlinie, spotkał się z przebywającym tam z misją dyplomatyczną (1750–1751) sir Charlesem. W 1755 Charles Hanbury Williams przybył do Petersburga jako ambasador Wielkiej Brytanii. Jego głównym zadaniem było podpisanie traktatu subsydialnego i trwałe związanie Rosji z Wielką Brytanią. Towarzyszył mu, w charakterze prywatnego sekretarza, 23-letni Stanisław August Poniatowski, przyszły król Polski. W czerwcu 1755 Poniatowski został przedstawiony przez ambasadora Sophie Friederike Auguste księżnej von Anhalt-Zerbst, przyszłej cesarzowej Rosji Katarzynie II, zaś w grudniu tego samego roku nawiązał z nią niebezpieczny romans. Williams, chcąc ochronić swego sekretarza, odesłał go w sierpniu 1756 do Polski, skąd miał wrócić do Petersburga chroniony immunitetem dyplomatycznym jako reprezentant Saksonii, co, w wyniku wojny prusko-saskiej, stało się dopiero pod koniec tego samego roku. W tym czasie Hanbury Williams prowadził intensywną korespondencję z przyszłą Katarzyną II, dotyczącą m.in. starań o sprowadzenie Poniatowskiego z powrotem do Petersburga. Po podpisaniu przez Rosję sojuszu z Francją w grudniu 1756, pozycja najbliższego sojusznika brytyjskiego ambasadora na dworze carskim, kanclerza Bestużewa, zaczęła się chwiać, zaś sam Hanbury Williams musiał uznać niepowodzenie swojej misji i kilka miesięcy później opuścił Rosję.
Sir Charles słynął jako człowiek o wielkim poczuciu humoru i znakomity literat-satyryk.

## Charles Hanbury Williams w kulturze
W amerykańskim filmie Młodość Katarzyny z 1991 w jego rolę wcielił się Christopher Plummer.